# 銀塩少年
『銀塩少年』（ゼラチンボーイ）は、後藤隼平による日本の少年漫画。

## 概要
『クラブサンデー』（小学館のウェブコミック配信サイト）において、2009年4月10日から第1話の配信が開始された。その後、2010年12月10日から最終話の配信を開始し、2011年2月10日まで掲載された。全20話。
また『週刊少年サンデー超』（小学館）でも、2010年3月号から2010年12月号まで並行連載された。

## あらすじ
主人公・マタタキは、写真撮影が趣味の高校生である。16年間、マンションの隣人で幼馴染のミライのことを思っているが、その思いを口にできずにいる。
ある日、「鐘の下でキスした2人は永遠に結ばれる」とされる広場で、ミライに向けてカメラのファインダーを覗くと、ミライが知らない男性とキスをしている映像が映る。さらに、マンションの屋上から地上に向けてファインダーを覗くと、自分が血を流して死んでいる映像が映ってしまう。これらの映像はいずれも「未来」を映したものであり、マタタキは部活の仲間の尽力を得つつ、未来を変えようと奮闘し始める。

## 登場人物
時田瞬（ときた マタタキ）
本作の主人公。銀星高校1年生で、銀塩写真部員。写真撮影が趣味で、実際に賞を狙えると評される腕前。「置きピン」というテクニックを得意としている。
幼馴染のミライに一途な思いを寄せていたが、思いを告げることができずにいた。ある日、カメラのファインダーを通して「ミライが幸田とキスをしている映像」と「自分が死んでいる映像」という2つの未来を見てしまい、以降、未来を変えようと行動を起こす。
ミライ
本作のヒロイン。銀星高校1年生で、マタタキの幼馴染。快活な性格で、「1秒でも時間を無駄にしたくない」と日々を慌しく過ごす。好物はチュッチュチャップス。
当初、マタタキに対して恋愛感情を持っていなかったが、マタタキや幸田からアプローチされるうちに、マタタキを意識するようになる。
幸田（こうだ）
ミライが通うテニスクラブのコーチ。銀星高校のOB。
ミライに思いを寄せており、マタタキとはライバル関係にある。マタタキと鷹村からは「テニス」と呼ばれる。
新見今日子（にいみ きょうこ）
マタタキのクラスメート。銀星高校1年生で、新聞委員。
マタタキに思いを寄せており、マタタキがミライのことを好きだと知った上で積極的にアタックしている。
鷹村（たかむら）
マタタキの友人。銀星高校1年生で、銀塩写真部員。
マタタキの恋を応援しており、マタタキの写真に写った未来を変えようと尽力する。しかし未来が一向に変化しないため、せめてマタタキの「死」の未来を防ごうと、今日子とマタタキの仲を取り持とうともしている。
モモ
銀星高校3年生で、銀塩写真部の元部長。現在は部活を引退しているが、部室によく現れる。エネルギッシュで、マタタキと鷹村からは「頼れる先輩」と慕われている。
マタタキの恋を応援しており、マタタキの写真に写った未来を変えようと尽力する。
時田アララギ（ときた アララギ）
マタタキの父で、画家。妻とは死別している。
スペインに滞在していたが、妻と息子を描いた絵を完成させるために一時帰国する。絵を完成させた後、息子を伴ってスペインに旅立つ。
アナ
スペインの修理屋の女の子。祖父がアララギと親しく、その関係で祖父と共にマタタギを世話している。
ホセ
アナの幼馴染の青年。アナに好意を寄せているが、素直になれずにいる。

## 用語
銀星高校（ぎんせいこうこう）
マタタキやミライたちが通う高校。
銀塩写真部（ぎんえんしゃしんぶ）
銀星高校にある部活動の1つ。マタタキと鷹村が所属している。
最終回ではマタタキが部長になっている。
置きピン（おきピン）
これから起こることを予測して予めピントを合わせておく撮影技術。マタタキが得意としている。
未来写真（みらいしゃしん）
マタタキのカメラが写すようになった、その場所でこれから起こる出来事を写した写真。鷹村は、「銀塩写真は人間の想いと呼応する」という考えから、マタタキがミライを16年間想い続けたことで置きピンが進化したのではないか、と推測している。またモモは、未来写真に写る未来について、「これから起こる未来」ではなく、「防ぐべき警告の未来」ではないかと考えている。
当初はマタタキのカメラでのみ見られる現象だったが、後に幸田のカメラでも未来写真が撮影できるようになる。
旧山窪分校（きゅうやまくぼぶんこう）
廃校を利用した宿泊施設。マタタキは中学校時代に写真部の合宿で利用して以来、「紫色の朝日」と呼ぶ風景を撮影したくて毎週末ここに通っている。
銀塩写真部の夏合宿の宿泊地となり、マタタキはこの合宿で「紫色の朝日」の撮影に成功する。

## 書誌情報
- 後藤隼平『銀塩少年』 小学館〈少年サンデーコミックス〉、全4巻
  1. 2009年10月21日初版発行（2009年10月16日発売[1]）、ISBN 978-4-09-121850-6
  2. 2010年3月23日初版発行（2010年3月18日発売[2]）、ISBN 978-4-09-122200-8
  3. 2010年8月23日初版発行（2010年8月18日発売[3]）、ISBN 978-4-09-122518-4
  4. 2011年1月23日初版発行（2011年1月18日発売[4]）、ISBN 978-4-09-122774-4